# فيليبي سيلفا (لاعب كرة الماء)
فيليبي سيلفا (بالبرتغالية: Felipe Santos da Costa e Silva‏) هو لاعب كرة الماء برازيلي، ولد في 8 أغسطس 1984 في ريو دي جانيرو في البرازيل.

## روابط خارجية
- فيليبي سيلفا على موقع أوليمبيديا (الإنجليزية)
- فيليبي سيلفا على موقع اللجنة الأولمبية البرازيلية (البرتغالية)